# Henri-Pierre-Joseph-Marie Le Bris
Henri-Pierre-Joseph-Marie Le Bris, francoski general, * 1886, † 1962.